# Кийл (река)
Кийл (на английски: Keele River) е река в северозападна Канада, Северозападни територии, ляв приток на река Маккензи. Дължината ѝ от 410 km ѝ отрежда 88-о място сред реките на Канада.
Река Кийл извира от източните склонове на хребета Селуин в планината Маккензи на 1400 м н.в. и на около 25 км южно от прохода Макмилан. Първите близо 150 км реката тече на североизток, като тук отдясно в нея се влива река Натла, която двойно увеличава дебита на Кийл. На около 128° з.д. реката завива на север, след 85 км получава отляво най-големия си приток река Туити и се насочва на изток. В този участък Кийл тече в дълбок пролом, излиза от планината Маккензи, навлиза в долината на река Маккензи и се влива в нея отляво на около 50 км югоизточно от градчето Тулита.
Площта на водосборния басейн на реката е 19 100 km2, който представлява 1,1% от целия водосборен басейн на река Маккензи.
Основни притоци на реката са: леви – Цичу, Интга, Айкуи, Туити, Съмит Крийк; десни – Секуи Брук, Натла, Доркан Крийк, Нич Брук, Нейнтин Брук, Тучингкла, Мус Нест Крийк, Ред Дог Крийк, Мидъл Крийк.
Многогодишният среден дебит на Кийл в устието ѝ е 600 m3/s. Максималният отток е през юни-юли, а минималният е през февруари-март. Подхранването на реката е предимно снегово. От октомври до май, началото на юни реката е скована от ледена покривка.
Устието на реката е открито в началото на юли 1789 г. от шотландския пътешественик Александър Маккензи, по време на плаването му надолу по река Маккензи.